# 루 버뎃
셀바 루이스 버뎃 주니어(Selva Lewis Burdette, Jr., 1926년 11월 22일~2007년 2월 6일)는 미국의 전 프로 야구 선수로, 주로 우완 선발투수로 활약하였다. 메이저 리그 베이스볼(MLB)의 뉴욕 양키스, 보스턴/밀워키 브레이브스, 세인트루이스 카디널스, 시카고 컵스, 필라델피아 필리스, 캘리포니아 에인절스 등지에서 뛰었다. 통산 626경기에 출전해 3,0671⁄3이닝을 던지며 203승 144패, 158완투, 33완봉, 3.66의 평균자책점을 기록했고 1957년 월드시리즈에서 2완봉승으로  팀 우승의 주역이 되기도 했다.